# 木ノ葉のこ
木ノ葉のこ（このはのこ、1955年〈昭和30年〉9月26日 - ）は、日本の女優。名前は逆さに読んでも「このはのこ」となる回文。東京都中央区出身。日本大学芸術学部中退。
所属　Office マーガレットpwgnh433@yahoo.co.jp

## 来歴・人物
『金曜10時!うわさのチャンネル!!』（日本テレビ）でデビュー。本人曰く、うわさのチャンネルは「オーディションで行ったつもりが強引に出演させられた」とのこと。以後1970年代後半からバラエティや芝居に活躍した。
26歳の頃、所属していた事務所から独立したものの仕事に行き詰まり、そのストレスから摂食障害（主に拒食）に陥った。これではいけないと一念発起して食生活の改善を図るべく食に関する勉強をした。しかし元来の真面目な性格が仇となり、今度は食材や調理にこだわりすぎ、他人の作った食事には疑念から一切手を付けることが出来なくなった。152センチともともと小柄で細身だった体はますます痩せていき、体重は30キロまで落ちて生理も止まってしまう。倦怠感や意欲低下も著しく、十分な演技を行うだけの体力も集中力も保てなくなった。20代後半とまだ若かったが、医師からは更年期障害の診断が下され、1990年代の前半に一旦芸能活動を休止する。生活と健康を立て直すため実家に戻り、母親の作る手料理で心身共に回復した（これらの経験を記した著書を2005年に上梓している）。
1988年、33歳で結婚。男児をひとり授かるも、1998年に離婚。
所属事務所については、2013年12月にそれまでのエ・ネストから生島企画室に移籍したことを自身のブログで報告した。

## 出演

### 舞台
- 離婚
- 風と共に去りぬ
- 恋文
- 舞台劇『火の鳥』（1989年）
- おもろい町
- 蝉しぐれ（2008年）
- 上海、そして東京の屋根の下で〜服部良一物語J-POPの夜明け〜（2008年）
- 木ノ葉のこ ひとり芝居
  - 「麗子は微笑う」（2009年）
  - 「猫を待つ女」（2011年）

### 映画
- 遙かなる山の呼び声（1980年、松竹） - 佳代子 役
- 男はつらいよ 旅と女と寅次郎（1983年、松竹） - 富子 役
- 悪魔と姫ぎみ（1981年3月20日、スーパーウッド） - 姫 役（声の出演）
- グリム童話 金の鳥（1987年3月、東映） - ローランド姫 役（声の出演）
- 河童（1994年、日本ヘラルド映画） - 節子 役

### テレビ
- 俺たちの朝 第25話（1977年4月10日、NTV / 東宝） - 旅行会社社員 役 ※のこ名義
- 気まぐれ本格派（1977年10月 - 1978年9月、NTV） - ズッコ 役
- パパの結婚（1978年4月 - 1978年7月、NTV）
- 聖女の国連続殺人（1979年9月30日、テレビ朝日）
- 熱中時代 刑事編 第3話（1979年4月21日、NTV） - 大輝園」店員・洋子 役
- かたぐるま 第1シリーズ（1979年、NTV） - みどり 役
- 噂の刑事トミーとマツ　第61話・第63話（1981年、TBS / 大映テレビ）
  - 噂の刑事トミーとマツ2 第1話「絶望! やっぱり駄目だ このコンビ」（1982年1月13日、TBS / 大映テレビ） - 喫茶店の店員
- 痛快!ピッカピカ社員 第8話（1980年12月10日、NTV）
- 百円ケーキの歌(1981年7月16日、YTV）
- はまなすの花が咲いたら（1981年11月10日 - 1982年4月20日、TBS） - 福山ヒロ子 役
- 結婚（1982年1月6日 - 4月14日、TBS） - 久子 役
- 陽あたり良好! 第7話（1982年5月9日、日本テレビ） - DJ 役 ※木の葉のこ名義
- しゃぼん玉の愛（1982年6月27日、TBS）
- メチャン子・ミッキー 第15話（1982年8月18日、TBS）
- 意地悪ばあさん 第47話「蛙の子は蛙じゃないの巻」（1982年9月20日、CX）
- 寂しすぎた女（1983年5月17日、NTV）
- 事件記者チャボ!（1983年11月5日 - 1984年5月5日、NTV） - 鬼丸めぐみ 役
- 月曜ドラマランド / のんき君1（1983年12月12日、CX）
- シンデレラの財布（1984年4月17日 - 6月26日、TBS） - 奥田ルミ 役
- ビートたけしの学問ノススメ 第11話（1984年9月20日、TBS）
- TVオバケてれもんじゃ（1985年1月 - 3月、フジテレビ）- 林アゲハ 役 ※木の葉のこ名義
- 奥さまは不良少女!?おさな妻2（1986年6月2日、フジテレビ）
- 松本清張サスペンス 隠花の飾り / 再春（1986年6月23日、KTV）
- 異型の深夜（1987年2月23日、KTV）
- 上意討ち（1987年月7月2日、CX）
- 大岡越前 第10部 第4話「華のお江戸の意地競べ」（1988年3月21日、TBS / C.A.L） - お初 役
- 花嫁介添人シリーズ
- ボクの乙女ちっく殺人事件（1988年8月13日、TBS）
- 嫁＋姑＋母・一人三役…（1988年12月1日、YTV）
- 小京都ミステリー第1作「小京都連続殺人事件」（1989年1月24日、YTV） - レポーター 役
- はぐれ刑事純情派 第2シリーズ 第1話（1989年4月5日、ANB）
- 家政婦は見た!（1989年4月8日、ANB）
- 明日に向かって走れ!（1989年10月16日 - 1990年3月19日、CX）
- 西新宿俳句おばさん事件簿1（1993年4月19日、TBS）
- はるかの夢宣言（1993年、YTV）
- ハート heart/hurt 第2話（2001年9月10日、NHK）
- 水戸黄門第42部 第12話「ズバッ怒りの道場破り -篠山-」（2011年1月10日、TBS / C.A.L） - おかね 役
- さくら心中（2011年1月5日 - 4月8日、THK） - 押川環 役

### 情報番組、バラエティ
- 金曜10時!うわさのチャンネル!!
- 脱線問答
- のこと円右のラブリー10（テレビ朝日） - 司会
- 森田一義アワー笑っていいとも!（1984年4月 - 9月、フジテレビ）- 金曜日担当

### ラジオ
- JAM JAM OSAKA（ラジオ大阪）

### CM
- カルビー ポテトチップス（1970年代終期 - 1980年代初頭）
- NEC（1983年）
- 全日本空輸（1984年）
- 養命酒製造（1980年代中頃）

## 著書
- 私を救ってくれた小っちゃな幸せパワー 完璧な健康生活を求めて拒食症に!（2005年、コスミック出版）

## 歌唱
- サーカス（1978年）
- 南の島の花よめさん